# Петър Василев (журналист)
Вижте пояснителната страница за други личности с името Петър Василев.
Петър Василев – Петела е български спортен журналист, коментатор и състезател по хандбал.

## Биография
Роден е в железничарско семейство. Завършва 133-то средно училище „А. С. Пушкин“, а след това ВИФ.
Умира на 8 януари 2025 г.

### Спортна кариера
Като състезател е играл в Локомотив (София). По-късно завършва ВИФ с диплома за треньор по хандбал.

### Журналистическа кариера
През 1985 г. постъпва на работа във вестник Работническо дело, а след това е част от вестник Дума. Работи в БНТ от 1990 г., като първият мач, който коментира е между ЦСКА и Ботев (Пловдив) през есента на 1991 г. Отразявал е пет европейски (1992, 1996, 2000, 2004, 2012) и шест световни първенства. Коментирал е различни спортове на 15 олимпийски игри, както и световни първенства по бокс. През 2019 г. получава награда за най-добър футболен коментатор в ежегодната анкета на БЛИЦ.
Дълги години е водещ на предаването за автомобилни спортове „Мотоспорт екстра“.